# Hemólise

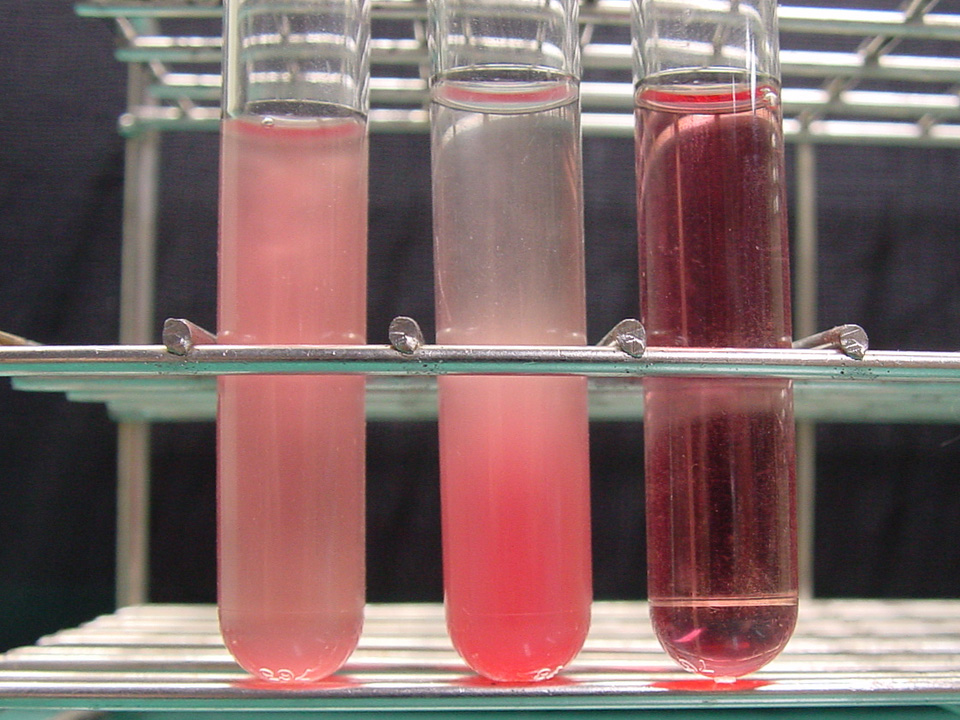
Hemólise: Tubo da esquerda e central sem hemólise, tubo da direita com hemólise

A hemólise (do grego αἷμᾰ, haîma, “sangue” e λῠ́σῐς, lúsis, “romper”, “quebrar”) é uma destruição prematura das hemácias (glóbulos vermelhos) por rompimento da membrana plasmática, resultando na liberação de hemoglobina.

## Causas

### In vivo
A hemólise in vivo pode ocorrer em várias condições e causa anemia hemolítica. As causas incluem:
- anticorpos contra seus antígenos de superfície (e.g. incompatibilidade do sistema ABO ou fator Rh);
- traumas físicos (e.g. ferimentos);
- deficiências enzimáticas (e.g. deficiência de glucose-6-fosfatase);
- má formação das hemácias (e.g. anemia falciforme);
- mal funcionamento de bombas circulatórias;
- toxinas e drogas;
- agentes antivirais (e.g. ribavirina);
- doenças autoimunes (e.g. hipersensibilidade do tipo III);
- infecções (e.g. síndrome hemolítico-urêmica e Streptoccoccus);
- púrpura trombocitopênica trombótica.

### In vitro
A hemólise in vitro pode ser vista em sangues estocados por muito tempo ou estocados em condições erradas (por temperatura muito alta ou muito baixa, por exemplo) ou quando ocorre desequilíbrio osmótico (solução com muito sódio, por exemplo). A hemólise também pode ocorrer durante a coleta de sangue.
Ao se expor a hemácia a uma solução hipotônica (menos concentrada) a hemácia é induzida a uma hemólise. Isso é feito in vitro para realização de alguns testes laboratoriais, por exemplo quando quer se pesquisar a quantidade de hemoglobina promove-se a hemólise para a liberação da hemoglobina no soro e assim realiza-se testes para a quantificação de hemoglobina.
In vitro ajuda à identificação de diferentes  microrganismos, de acordo com o tipo de hemólise em redor das colónias , num meio de crescimento com sangue.

## Tipos
- Alfa-hemólise (α): Hemólise parcial com perda parcial de hemoglobina pelas hemácias, formando zona cinzenta ou esverdeada ao redor da colônia em ágar sangue (e.g. Streptococcus pneumoniae).[3]

- Beta-hemólise (β): Hemólise completa das hemácias, formando uma zona transparente ao redor da colônia em ágar sangue (e.g. Streptococcus pyogenes).[3]

- Gama-hemólise (γ): Ausência de hemólise. Não causam modificação no meio de ágar sangue (e.g. Streptococcus bovis).[3]